# Henning Borch

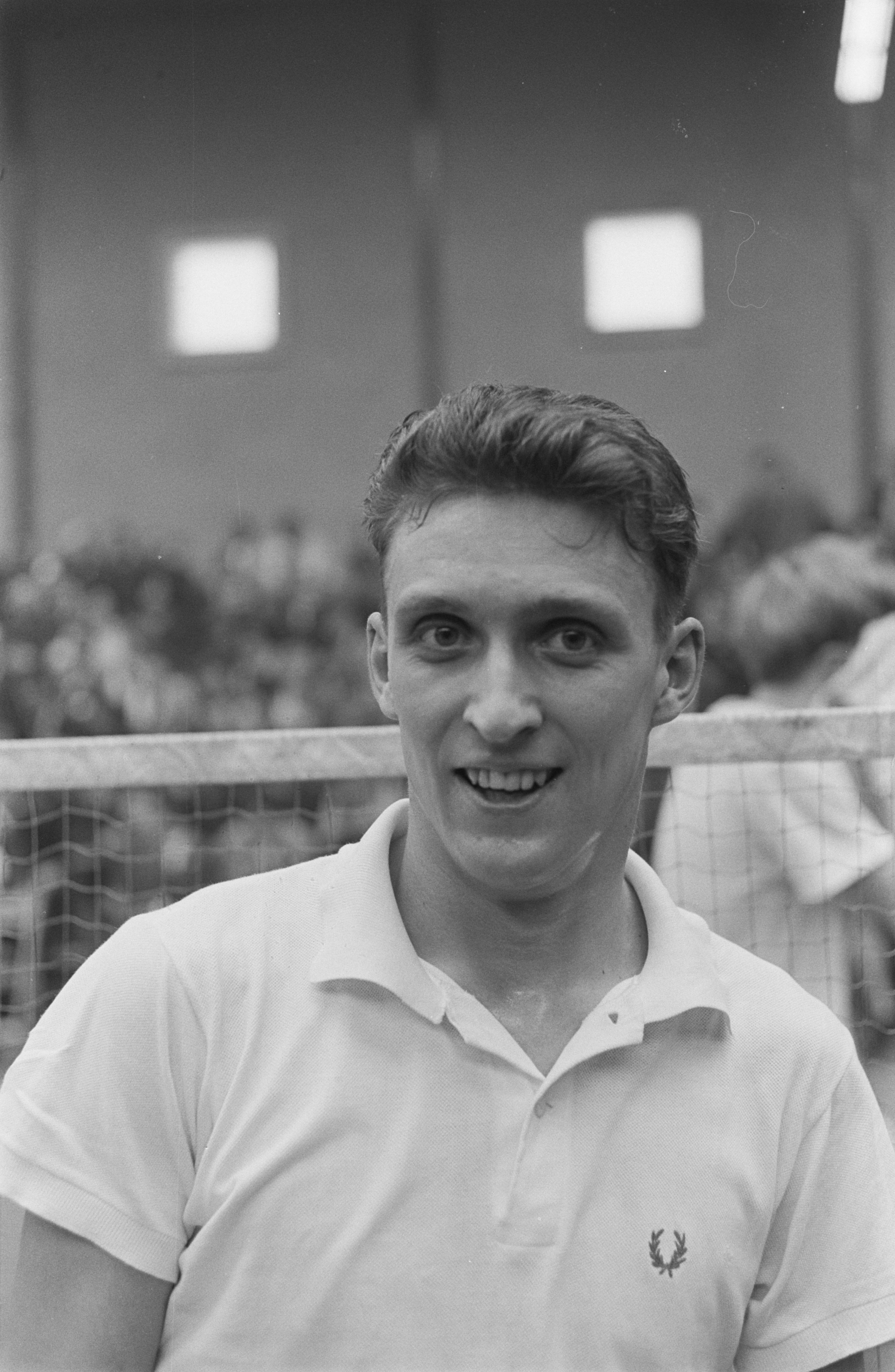
Henning Borch 1963

Henning Borch (* 9. März 1938; † 12. Juni 2024) war ein dänischer Badmintonspieler.

## Karriere
Henning Borch war einer der bedeutendsten Badmintonspieler der 1960er Jahre. Er gewann 1967, 1968 und 1969 die All England und wurde 1970 Vizeeuropameister im Herrendoppel mit Erland Kops. 1966 hatten beide schon gemeinsam die Nordischen Meisterschaften gewonnen.

## Sportliche Erfolge
| Saison    | Veranstaltung                                    | Disziplin    | Platz | Name                                                         |
| --------- | ------------------------------------------------ | ------------ | ----- | ------------------------------------------------------------ |
| 1955/1956 | Dänemark: Einzelmeisterschaften der Junioren U18 | Herreneinzel | 1     | Henning Borch, Amager                                        |
| 1959      | All England                                      | Herrendoppel | 2     | Henning Borch / Jørgen H. Hansen                             |
| 1962/1963 | Dänemark: Einzelmeisterschaften                  | Herreneinzel | 1     | Henning Borch, Amager BC                                     |
| 1962/1963 | Deutschland: Internationale Meisterschaften      | Herreneinzel | 2     | Henning Borch                                                |
| 1962/1963 | Deutschland: Internationale Meisterschaften      | Herrendoppel | 2     | Henning Borch / Mortensen                                    |
| 1963      | Schweden: Internationale Meisterschaften         | Herrendoppel | 1     | Henning Borch / Knud Aage Nielsen                            |
| 1963      | Nordische Meisterschaften                        | Mixed        | 1     | Henning Borch / Ulla Rasmussen                               |
| 1963      | Nordische Meisterschaften                        | Herrendoppel | 1     | Henning Borch / Knud-Aage Nielsen                            |
| 1963      | Niederlande: Internationale Meisterschaften      | Herreneinzel | 1     | Henning Borch                                                |
| 1963      | Niederlande: Internationale Meisterschaften      | Herrendoppel | 1     | Henning Borch / Jørgen Mortensen                             |
| 1964      | All England                                      | Herreneinzel | 2     | Henning Borch                                                |
| 1964      | Niederlande: Internationale Meisterschaften      | Herreneinzel | 1     | Henning Borch                                                |
| 1964      | Niederlande: Internationale Meisterschaften      | Herrendoppel | 1     | Henning Borch / Jørgen Mortensen                             |
| 1965      | Schweden: Internationale Meisterschaften         | Mixed        | 1     | Henning Borch / Ulla Rasmussen                               |
| 1966      | Schweden: Internationale Meisterschaften         | Herrendoppel | 1     | Henning Borch / Jørgen Herlevsen                             |
| 1966      | Nordische Meisterschaften                        | Herrendoppel | 1     | Erland Kops / Henning Borch                                  |
| 1966/1967 | Dänemark: Einzelmeisterschaften                  | Herrendoppel | 1     | Henning Borch / Jørgen Mortensen, Amager BC                  |
| 1967      | All England                                      | Herrendoppel | 1     | Henning Borch / Erland Kops                                  |
| 1967      | Nordische Meisterschaften                        | Herrendoppel | 1     | Erland Kops / Henning Borch                                  |
| 1967/1968 | Dänemark: Einzelmeisterschaften                  | Herrendoppel | 1     | Erland Kops, København BK / Henning Borch, Amager BC         |
| 1968      | All England                                      | Mixed        | 3     | Henning Borch / Angela Bairstow                              |
| 1968      | Schweden: Internationale Meisterschaften         | Herrendoppel | 1     | Henning Borch / Erland Kops                                  |
| 1968      | All England                                      | Herrendoppel | 1     | Henning Borch / Erland Kops                                  |
| 1968/1969 | Dänemark: Einzelmeisterschaften                  | Herrendoppel | 1     | Erland Kops, København BK / Henning Borch, Amager BC         |
| 1968/1969 | Dänemark: Internationale Meisterschaften         | Mixed        | 1     | Henning Borch / Imre Rietveld Nielsen                        |
| 1968/1969 | Deutschland: Internationale Meisterschaften      | Herrendoppel | 1     | Jørgen Mortensen / Henning Borch                             |
| 1969      | All England                                      | Herrendoppel | 1     | Henning Borch / Erland Kops                                  |
| 1969      | All England                                      | Mixed        | 3     | Henning Borch / Imre Rietveld Nielsen                        |
| 1969/1970 | Dänemark: Internationale Meisterschaften         | Herrendoppel | 1     | Henning Borch / Erland Kops                                  |
| 1970      | Europameisterschaft                              | Herrendoppel | 2     | Erland Kops / Henning Borch                                  |
| 1992/1993 | Dänemark: Seniorenmeisterschaften 50+            | Herrendoppel | 1     | Henning Borch, Kastrup / Carl Bagge, Valby                   |
| 1993/1994 | Dänemark: Seniorenmeisterschaften 55+            | Herrendoppel | 1     | Henning Jørgensen, Greve / Henning Borch, Kastrup-Magleby    |
| 1994/1995 | Dänemark: Seniorenmeisterschaften 55+            | Mixed        | 1     | Elvi Høyer, Helsinge / Henning Borch, Kastrup-Magleby        |
| 1994/1995 | Dänemark: Seniorenmeisterschaften 55+            | Herrendoppel | 1     | Henning Borch, Kastrup-Magleby / Henning Jørgensen, Greve    |
| 1995/1996 | Dänemark: Seniorenmeisterschaften 55+            | Mixed        | 1     | Elvi Høyer Larsen, Helsinge / Henning Borch, Kastrup Magleby |